# Daiki Suga
Daiki Suga (jap. 菅 大輝, Suga Daiki; * 10. September 1998 in Otaru, Hokkaidō) ist ein japanischer Fußballspieler.

## Karriere

### Verein
Daiki Suga erlernte das Fußballspielen in der Jugendmannschaft von Hokkaido Consadole Sapporo. Hier unterschrieb er 2017 auch seinen ersten Profivertrag. Der Verein aus Sapporo, einer Stadt in Hokkaidō, spielte in der höchsten Liga des Landes, der J1 League. 2019 stand er mit dem Club im Finale des J. League Cup. Hier verlor man im Elfmeterschießen gegen den Erstligisten Kawasaki Frontale. Am Ende der Saison 2024 belegte er mit Hokkaido den 19. Tabellenplatz und musste somit in die zweite Liga absteigen. Nach dem Abstieg verließ er den Verein und schloss sich im Januar 2025 dem Erstligisten Sanfrecce Hiroshima an.

### Nationalmannschaft
Daiki Suga spielte von 2015 bis 2018 in den Juniorenmannschaften Japans. Seit 2019 spielt er in der japanischen Nationalmannschaft. Sein Debüt in der Nationalelf feierte er am 14. Dezember 2019 in einem Spiel der Ostasienmeisterschaft beim 5:0-Sieg gegen Hongkong.

## Erfolge
Hokkaido Consadole Sapporo
- J. League Cup

Finalist: 2019